# Gantiadi

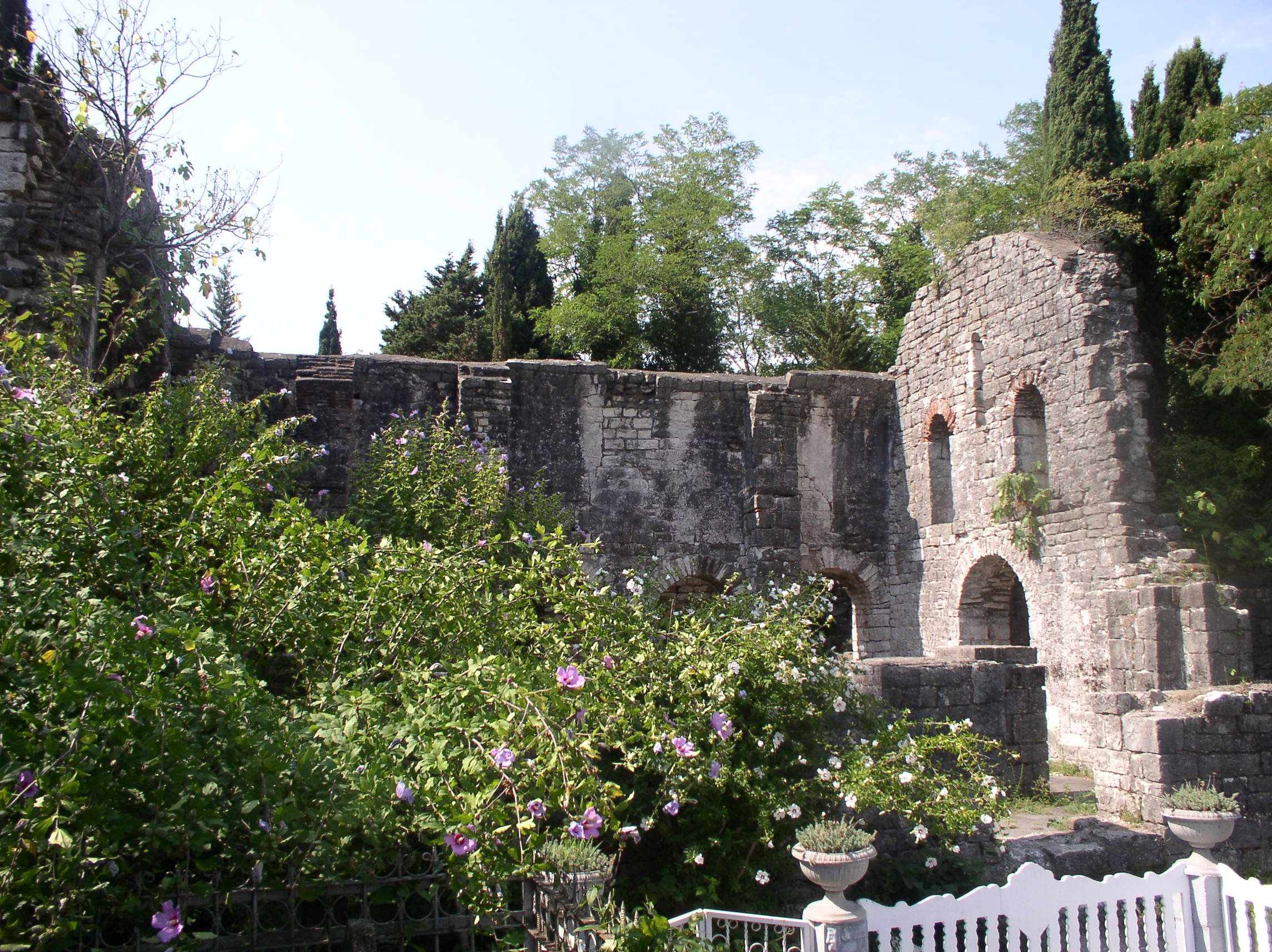
Basilika i Gantiadi

Gantiadi (georgiska: განთიადი; abchaziska: Ганҭиади), eller Tsandripsji (georgiska: წანდრიფში; abchaziska: Цандрыԥшь), är en daba (stadsliknande ort) i Gagradistriktet i den autonoma republiken Abchazien i nordvästra Georgien, 5 kilometer från den ryska gränsen.
Gantiadi har haft ett antal historiska namn. Staden var tidigare känd som Sautji (ryska: Саучи). Därefter, fram till år 1944 hette staden Jermolov, efter den ryska generalen Aleksej Petrovitj Jermolov. Därefter fick den det georgiska namnet Gantiadi, som betyder "gryning".